# Балой, Фелипе
Фелипе Балой (исп. Felipe Abdiel Baloy Ramírez; родился 24 февраля 1981 года в Панаме) — панамский футболист, защитник. Выступал за сборную Панамы. Участник чемпионата мира 2018 года.
Фелипе вырос в многодетной семье, у него семь братьев. Его детство прошло в квартале Серро-Батеа округа Сан-Мигелито к северо-востоку от столицы. Балой много времени проводил с товарищами играя в дворовый футбол.
Фелипе окончил начальную и среднюю школу, но никогда не учился в институте, сделав выбор в пользу карьеры футболиста.
Автор первого гола сборной Панамы на Чемпионатах Мира.

## Клубная карьера

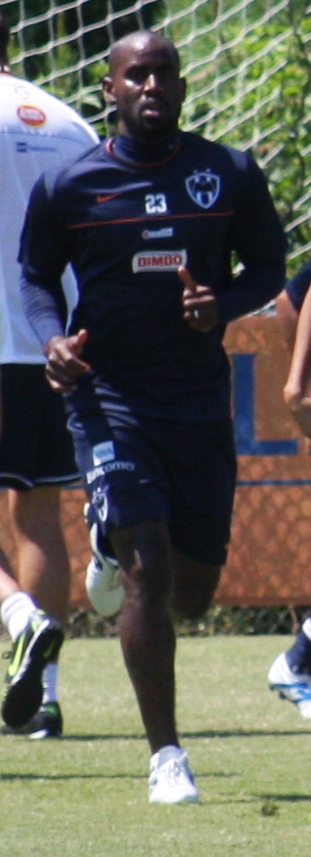
Балой в составе «Монтеррея»

В возрасте 18 лет, Балой начал свою карьеру в клубе «Еврокиккерс», однако по окончании сезона команда вылетела в низший дивизион и Фелипе заключил соглашение с клубом из его родного города «Спортингом 89». Выступая в новой команде, он был замечен тренерами молодёжной сборной, которые привлекли его к играм национальную команду. В рядах «молодёжки» Балой приглянулся колумбийским скаутам и вскоре подписал контракт с клубом «Энвигадо». Несмотря на свой юный возраст, 19-летний Фелипе, сразу стал основным игроком команды. Его успехи не остаются незамеченными, и после окончания сезона 2000/01, он переходит в «Индепендьенте Медельин». В новой команде Балой также проводит весь сезон практически без замен, приняв участие в 38 матчах и забив 12 мячей, а также дебютирует в Кубке Либертадорес, где добирается с командой до полуфинала. В четвертьфинале «Индепендьенте» обыграл бразильский «Гремио». Тренер «бессмертных», был впечатлен игрой панамского защитника и по окончании сезона пригласил его в свою команду.
Свои выступления за новый клуб Балой начал довольно удачно и вскоре, несмотря на свой юный возраст был удостоен капитанской повязки. В 2004 году «Гремио» вылетает в Серию В бразильского чемпионата, и Фелипе вынужден покинуть команду.
Балой подписывает контракт с клубом «Атлетико Паранаэнсе». За новую команду Филипе сыграл всего в 5 матчах, но, несмотря на это, выиграл золотую медаль Лиги Паранаэнсе. Из-за отсутствия игровой практики Балой вынужден покинуть клуб. Он принимает предложение мексиканского «Монтеррея».
30 июля 2005 года, Балой дебютирует за «Монтеррей» в матче против «Пачуки». Поклонники «полосатых» вначале не приняли панамского защитника и несколько раз устраивали ему обструкцию, из-за того, что он занял место любимца фанатов, Пабло Ротчина. Однако после нескольких матчей Филипе заставил болельщиков поменять своё мнение. Конкуренция в «Монтеррее» была намного выше, чем в предыдущих клубах Балоя, но, несмотря на это, он смог адаптироваться в команде, несколько раз признавался лучшим защитником, а по итогам Аперутры 2005, помог клубу завоевать серебряные награды. В 2007 году Филипе выступал за «Америку» на правах аренды и поучаствовал в Кубке Либертадорес. После удачных выступлений за клуб и сборную, на Балоя обратили внимание европейские клубы. Так в январе 2007 года, он чуть не перешёл в «Дерби Каунти», а в 2008 им активно интересовался лондонский «Арсенал».
В 2009 году Фелипе в составе «Монтеррея» выиграл чемпионат Апертуры, одержав победу над «Крус Асуль» по сумме двух матчей. Балой был номинирован на звание лучшего защитника года, но занял второе место, уступив одноклубнику Дулио Давино. Фелипе также является первым панамским футболистом, выигравшим чемпионат Мексики. После окончания чемпионата Балой неожиданно принял приглашение «Сантос Лагуна». За «Монтеррей» панамец сыграл 145 матчей и забил 10 голов. 17 января 2010 года в матче против «Монаркас Морелия» Фелипе дебютировал за новый клуб. Несмотря на то, что первый сезон ушёл на адаптацию, Балой стал серебряным призёром Аперутры 2010 в составе новой команды. 19 сентября в поединке против «Некаксы» он забил свой первый гол за «Лагуну». В 2012 году Фелипе во второй раз выиграл чемпионат Мексики, на этот раз в составе «Сантос Лагуны».
Зимой 2014 года Балой перешёл в «Монаркас Морелия». 4 января в поединке против «Керетаро» он дебютировал за новый клуб. Летом 2015 года Фелипе на правах аренды перешёл в «Атлас». 16 августа в матче против «Пуэблы» он дебютировал за новую команду. 30 августа в поединке против «Пачуки» Балой забил свой первый гол за «Атлас».
Летом 2016 года Фелипе покинул Мексику и подписал контракт с колумбийским «Рионегро Агилас». 16 июля в матче против «Онсе Кальдас» он дебютировал за новую команду. Поиграв полгода в Колумбии Балой вернулся на родину в «Тауро». 5 февраля в матче против «Чоррильо» он дебютировал за новый клуб. В этом же поединке Балой забил свой первый гол за «Тауро».
Летом 2017 года Фелипе присоединился к гватемальскому «Мунисипалю». 6 августа в матче против «Депортиво Санарате» он дебютировал в гватемальской Примере. 15 декабря в поединке против «Антигуа» Балой забил свой первый гол за «Мунисипаль».

## Международная карьера
Фелипе начинал выступать за молодёжную Панама, в составе которой выступал в квалификационных матчах к Молодёжному Чемпионату Мира 2001 в Аргентине. На мировое первенство команда не попала, несмотря на то, что в её составе было много талантливых футболистов.
В основной сборной Балой дебютировал, 21 февраля 2001 года в матче против сборной Гватемалы. Фелипе также выступал за команду в матчах квалификационного раунда Чемпионата Мира 2006 года, где 18 ноября 2004 года забил свой первый гол за сборную в матче против команды Сальвадора.
В 2005 году Балой принял участие в Золотого Кубка КОНКАКАФ. На турнире он сыграл в матчах против команд США, Тринидада и Тобаго, ЮАР и дважды Колумбии. В 2007 году Фелипе во второй раз принял участие в Золотого Кубка КОНКАКАФ. На турнире он сыграл в поединках против команд Гондураса, Кубы, Мексики и США
В 2009 году Фелипе в третий раз принял участие в розыгрыше Золотого кубка КОНКАКАФ. На турнире Блас сыграл в поединках против команд Гваделупы, Мексики и США. В 2011 году Балой в четвёртый раз поехал на розыгрыш Золотого кубка КОНКАКАФ. На турнире он принял участие в поединках против команд Гваделупы, Канады, Сальвадора и дважды США.
В 2016 году Балой попал в заявку сборной на участие в Кубке Америки в пятый раз. На турнире он сыграл в матчах против команд Боливии и Аргентины.
В 2018 году Балой принял участие в чемпионате мира в России. На турнире он сыграл в матче против команды Англии. В этом поединке Фелипе забил гол, который стал первым в истории мячом, забитым панамцами на чемпионатах мира.

### Голы за сборную Панамы
| #   | Дата            | Место                                    | Противник | Счёт | Результат | Соревнование                         |
| --- | --------------- | ---------------------------------------- | --------- | ---- | --------- | ------------------------------------ |
| 01. | 18 ноября 2004  | Роммель Фернандес, Панама, Панама        | Сальвадор | 2:0  | 3:0       | Чемпионат мира 2006 квалификация     |
| 02. | 16 февраля 2007 | Кускатлан, Сан-Сальвадор, Сальвадор      | Гватемала | 2:0  | 2:0       | Кубок наций Центральной Америки 2007 |
| 03. | 29 марта 2016   | Роммель Фернандес, Панама, Панама        | Гаити     | 1:0  | 1:0       | Чемпионат мира 2018 квалификация     |
| 04. | 24 июня 2018    | Нижний Новгород, Нижний Новгород, Россия | Англия    | 6:1  | 6:1       | Чемпионат мира 2018                  |

## Личная жизнь
Балой живёт в Мексике, вместе с женой и двумя детьми. Его два близких друга Габриэль Гомес и Блас Перес являются его партнерами по национальной сборной.

## Достижения
Командные
 Атлетико Паранаэнсе
- Лига Паранаэнсе — 2005

 «Монтеррей»
- Чемпионат Мексики по футболу — Апертура 2009

 «Сантос Лагуна»
- Чемпионат Мексики по футболу — Клаусура 2012

Международные
 Панама
- Золотой кубок КОНКАКАФ 2005